# Héricourt-sur-Thérain
Pour les articles homonymes, voir Héricourt et Thérain (homonymie).
Héricourt-sur-Thérain est une commune française située dans le département de l'Oise, en région Hauts-de-France.

## Géographie

### Localisation

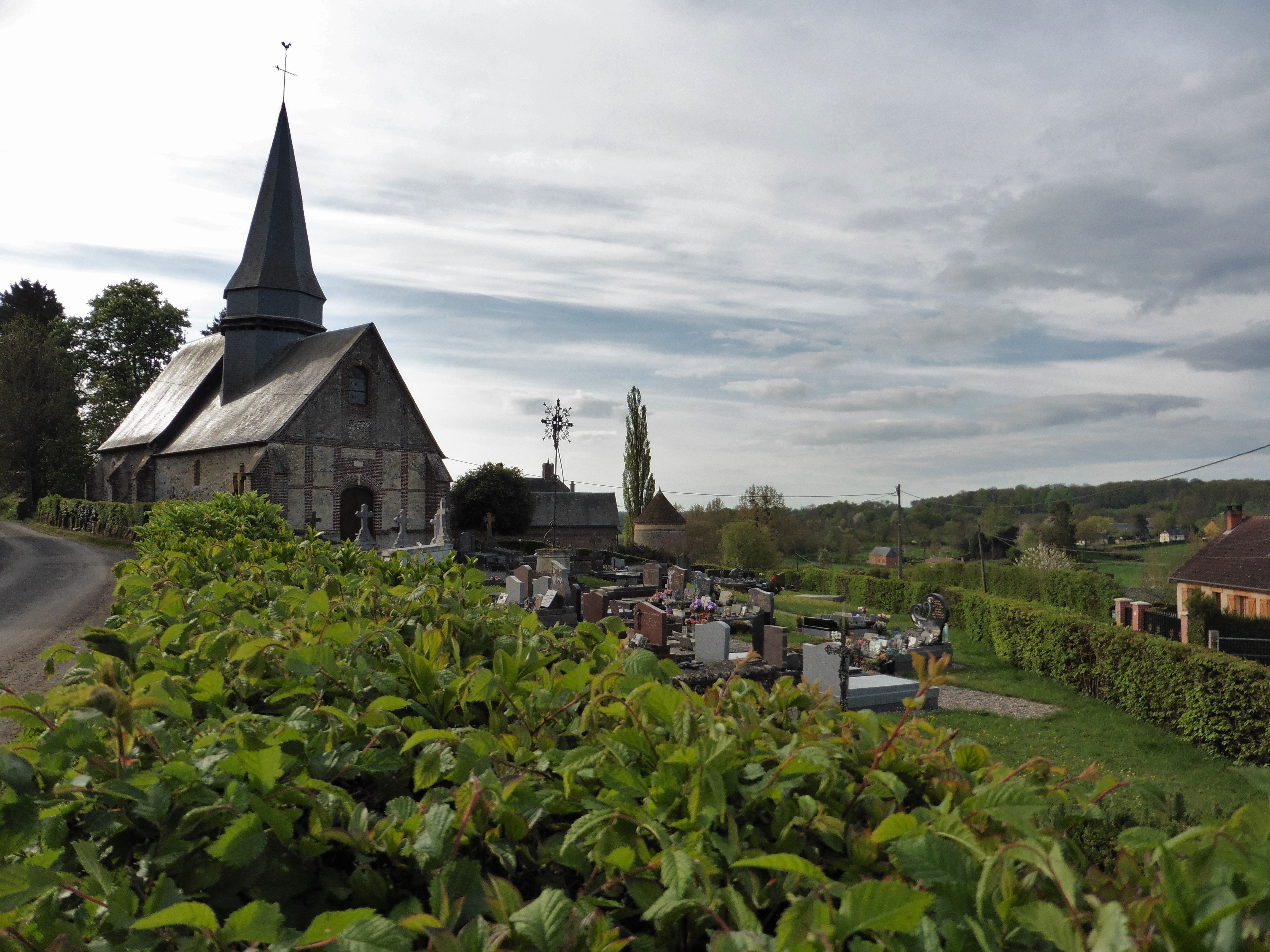
Ambiance du village : le cimetière et le chevet de l'église.

Héricourt-sur-Thérain est un village rural de la Picardie verte, l'un des ensembles de la région naturelle du Plateau picard dans l'Oise, situé dans la vallée du Thérain à la limite du  Pays de Bray et proche du département de la Seine-Maritime. Il se trouve à 8 km à vol d'oiseau au sud de Formerie, 14 km à l'ouest de Marseille-en-Beauvaisis, 11 km au nord de Gournay-en-Bray et 16 km à l'est de Forges-les-Eaux.
Le lit du Thérain sépare la Picardie verte du Pays de Bray.
Son territoire s'étend sur 435 hectares.

### Communes limitrophes
Les communes limitrophes sont  Campeaux, Ernemont-Boutavent, Fontenay-Torcy, Saint-Samson-la-Poterie et Villers-Vermont.
| Saint-Samson-la-Poterie | Campeaux               | Mureaumont         |
| Doudeauville            | Héricourt-sur-Thérain  | Ernemont-Boutavent |
| Villers-Vermont         | Saint-Quentin-des-Prés | Fontenay-Torcy     |

### Géologie et relief
De part et d'autre de la vallée du Thérain, marquée par la présence d'alluvions, on note deux entités géologiques nettement distinctes : 
- Au nord, le Plateau Picard repose sur un entablement crayeux, qui affleure sur les versants de la vallée, recouvert d'un limon siliceux qui favorise les grandes cultures. Nénamoins, le limon des plateaux est peu représenté dans la commune, à cause de l'érosion qui l'entraine vers le Thérain.
- Le Pays de Bray, au sud de la vallée du Thérain, repose lui sur des terrains essentiellement argilo-sableux.

Le point le plus haut du territoire communal se trouve à l'altitude de 208 mètres, au lieu-dit « Le Moulin à Vent », alors que le point le plus bas est à 142 m, en fond de vallée en sortie de bourg, rue de Villers-Vermont, soit une amplitude de 66 mètres. La vallée du Thérain est dissymétrique, le versant nord étant abrupt, passant  rapidement de 153 à 200 mètres d'altitude, alors que le versant sud (côté Pays de Bray) est moins pentu. Le point le plus haut relevé sur ce versant est de 164 mètres.
Les deux tiers sud du territoire communal sont drainés par des faisceaux de talwegs convergeant vers la vallée du Thérain, qui génèrent des ondulations du plateau, orientées vers la vallée principale. Le nord-est du territoire communal est drainé par des talwegs qui se dirigent vers Ernemont-Boutavent.

### Hydrographie

#### Réseau hydrographique
La commune est située dans le bassin Seine-Normandie. Elle est drainée par le Thérain, le cours d'eau 01 de la commune de Hericourt-sur-Therain et le cours d'eau 02 de la commune de Hericourt-sur-Therain,,.
Le Thérain, d'une longueur de 94 km, prend sa source dans la commune de Gaillefontaine et se jette  dans l'Oise à Saint-Leu-d'Esserent, après avoir traversé 43 communes.

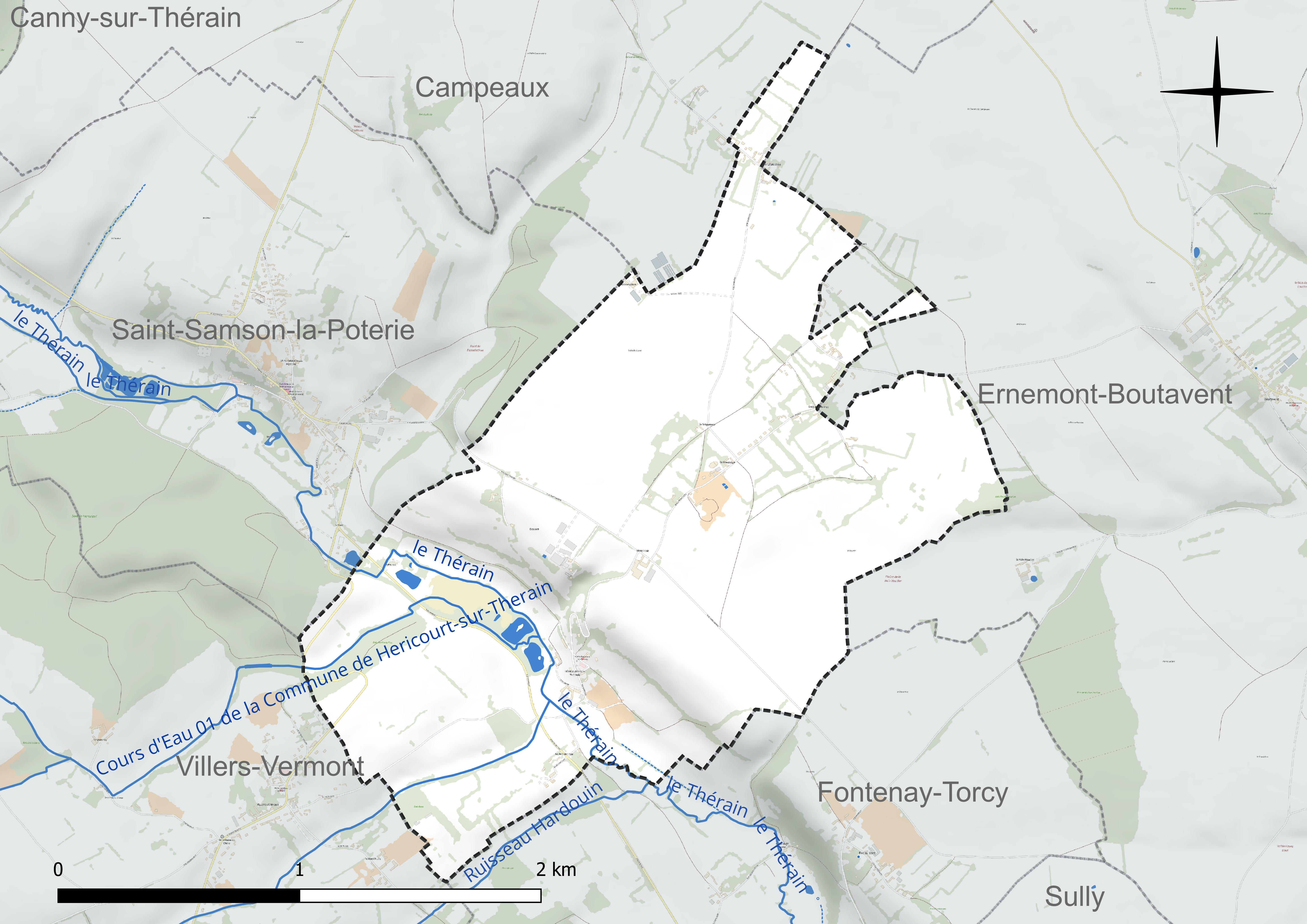
Réseau hydrographique d'Héricourt-sur-Thérain.

#### Gestion et qualité des eaux
Le territoire communal est couvert par le schéma d'aménagement et de gestion des eaux (SAGE) « Sensée ». Ce document de planification concerne un territoire de 1 219 km2 de superficie, délimité par le bassin versant du Thérain. Le périmètre a été arrêté le 27 janvier 2023 et le SAGE proprement dit est, en 2024, en cours d'élaboration. La structure porteuse de l'élaboration et de la mise en œuvre est le syndicat intercommunal de la Vallée du Thérain (SIVT).
La qualité des cours d'eau peut être consultée sur un site dédié géré par les agences de l'eau et l'Agence française pour la biodiversité.

### Climat
Pour des articles plus généraux, voir Climat des Hauts-de-France et Climat de l'Oise.
En 2010, le climat de la commune est de type climat océanique dégradé des plaines du Centre et du Nord, selon une étude du CNRS s'appuyant sur une série de données couvrant la période 1971-2000. En 2020, Météo-France publie une typologie des climats de la France métropolitaine dans laquelle la commune est exposée à un climat océanique et est dans la région climatique Côtes de la Manche orientale, caractérisée par un faible ensoleillement (1 550 h/an) ; forte humidité de l'air (plus de 20 h/jour avec humidité relative > 80 % en hiver), vents forts fréquents.
Pour la période 1971-2000, la température annuelle moyenne est de 9,8 °C, avec une amplitude thermique annuelle de 13,7 °C. Le cumul annuel moyen de précipitations est de 851 mm, avec 12,8 jours de précipitations en janvier et 8,8 jours en juillet. Pour la période 1991-2020, la température moyenne annuelle observée sur la station météorologique la plus proche, située sur la commune de Saint-Arnoult à 7 km à vol d'oiseau, est de 10,4 °C et le cumul annuel moyen de précipitations est de 797,2 mm,. Pour l'avenir, les paramètres climatiques de la commune estimés pour 2050 selon différents scénarios d'émission de gaz à effet de serre sont consultables sur un site dédié publié par Météo-France en novembre 2022.

### Paysages
Le paysage de la commune est caractérisé par sa situation à la limite de deux régions naturelles : 
- la Picardie verte, entité paysagère du Plateau picard caractérisée par des paysages ruraux de grandes cultures, comprenant des bocages en bordure de villages, soit, à l'échelle de la commune, une alternance sur le plateau d'un paysage bocager et d'un paysage de plateau agricole et quelques vallons ;
- le Pays de Bray, région à la topographie mouvementée caractérisée par des ondulations du relief, et une occupation de l'espace essentiellement bocagère.

Le fond de vallée a un paysage fortement différent de celui du plateau, avec la présence majoritaire de prairies et pâtures, avec de la végétation hydrophile typique des prairies humides. Trois étangs y ont été aménagés, largement dissimulés par les boisements.

### Milieux naturels et biodiversité
Deux zones naturelles d'intérêt écologique faunistique et floristique (ZNIEFF) ont été recensés sur le territoire communal  :
- La La ZNIEFF de type I (secteur de grand intérêt biologique ou écologique) du cours de la rivière du Thérain en amont d'Herchies et des rus de l'Herboval et de l'Herperie, marquée par des milieux aquatiques, des prairies humides et de bocages qui constituent une zone d'habitat remarquable pour une faune et une flore d'un grand intérêt patrimonial ;
- La ZNIEFF de type II (grands ensembles naturels riches offrant des potentialités biologiques importantes) du Pays de Bray s'étend bien au-delà du territoire communal et englobe l'ensemble des grandes entités paysagères caractéristiques de cette région naturelle, avec bocage, forêt, pelouse sur cuesta. Sur le territoire communal, il s'agit essentiellement de bocage et de boisements.

## Urbanisme

### Typologie
Au 1er janvier 2024, Héricourt-sur-Thérain est catégorisée commune rurale à habitat très dispersé, selon la nouvelle grille communale de densité à sept niveaux définie par l'Insee en 2022.
Elle est située hors unité urbaine. Par ailleurs la commune fait partie de l'aire d'attraction de Beauvais, dont elle est une commune de la couronne,. Cette aire, qui regroupe 162 communes, est catégorisée dans les aires de 50 000 à moins de 200 000 habitants,.

### Occupation des sols

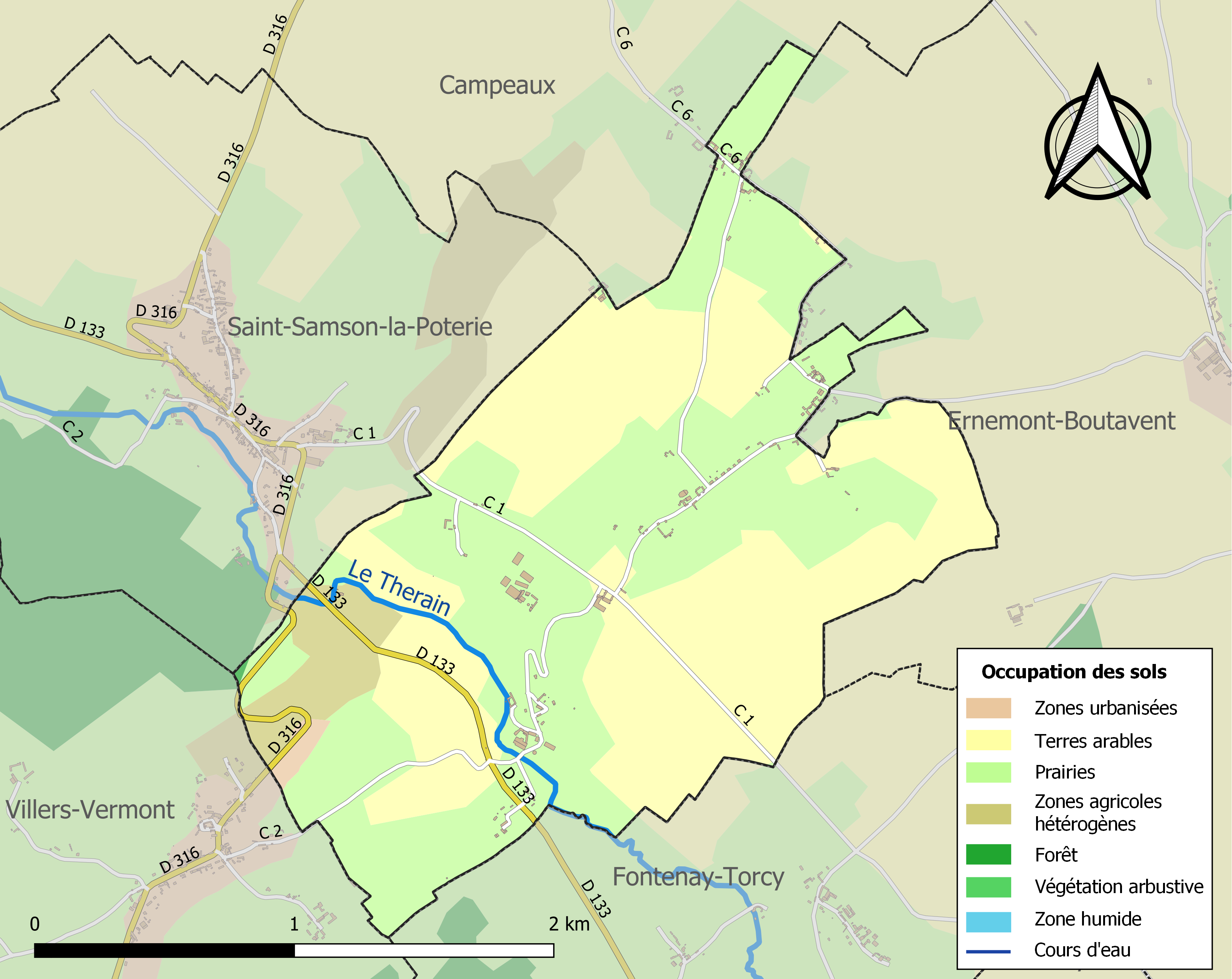
Carte des infrastructures et de l'occupation des sols de la commune en 2018 (CLC).

L'occupation des sols de la commune, telle qu'elle ressort de la base de données européenne d'occupation biophysique des sols Corine Land Cover (CLC), est marquée par l'importance des territoires agricoles (99,4 % en 2018), une proportion identique à celle de 1990 (99,4 %). La répartition détaillée en 2018 est la suivante : 
prairies (48,4 %), terres arables (46,4 %), zones agricoles hétérogènes (4,6 %), zones urbanisées (0,6 %). L'évolution de l'occupation des sols de la commune et de ses infrastructures peut être observée sur les différentes représentations cartographiques du territoire : la carte de Cassini (XVIIIe siècle), la carte d'état-major (1820-1866) et les cartes ou photos aériennes de l'IGN pour la période actuelle (1950 à aujourd'hui).

### Hameaux et écarts
La commune comprend plusieurs hameaux : Beauve, La Houssoie, le Bois aux moinesn ainsi que La Chaussée, à l'extrême nord du territoire communal, à la limite avec Campeaux.
De manière générale, l'urbanisation morcelée entraîne un éparpillement du bâti, et les fermes et constructions isolées sont nombreuses sur le territoire, intégrées grâce couvert végétal
dense.

### Habitat et logement
En 2018, le nombre total de logements dans la commune était de 62, alors qu'il était de 56 en 2013 et de 49 en 2008.
Parmi ces logements, 82,7 % étaient des résidences principales, 9,4 % des résidences secondaires et 7,9 % des logements vacants. Ces logements étaient pour 100 % d'entre eux des maisons individuelles et pour 0 % des appartements.
Le tableau ci-dessous présente la typologie des logements à Héricourt-sur-Thérain en 2018 en comparaison avec celle de l'Oise et de la France entière. Une caractéristique marquante du parc de logements est ainsi une proportion de résidences secondaires et logements occasionnels (9,4 %) supérieure à celle du département (2,5 %) et comparable à celle de la France entière (9,7 %). Concernant le statut d'occupation de ces logements, 87,8 % des habitants de la commune sont propriétaires de leur logement (85,4 % en 2013), contre 61,4 % pour l'Oise et 57,5 % pour la France entière.
| Typologie                                               | Héricourt-sur-Thérain | Oise | France entière |
| ------------------------------------------------------- | --------------------- | ---- | -------------- |
| Résidences principales (en %)                           | 82,7                  | 90,4 | 82,1           |
| Résidences secondaires et logements occasionnels (en %) | 9,4                   | 2,5  | 9,7            |
| Logements vacants (en %)                                | 7,9                   | 7,1  | 8,2            |

### Voies de communication et transports
La commune est desservie par la RD 133, qui relie Neufchâtel-en-Bray à Beauvais par Troissereux, et qui, classée à grande circulation, supporte un trafic de transit significatif avec 837 véhicules par jour en 2004. La RD 316 tangente le territoire commual au sud-ouest.
Parmi les gares les plus proches, celle d'Abancourt desservie par des trains TER Normandie assurant des missions entre les gares de Rouen-Rive-Droite et d'Amiens, ainsi que par des trains TER Hauts-de-France assurant des missions entre les gares de Rouen-Rive-Droite et de Lille-Flandres ainsi qu'entre les gares de Beauvais et du Tréport - Mers. La gare de Marseille-en-Beauvaisis n'est desservie que par les trains de la ligne de Beauvais au Tréport, et celle de Formerie par ceux de la ligne d'Amiens à Rouen.
La commune est desservie, en 2023, par les lignes 612, 6113 et 6123 du réseau interurbain de l'Oise.

## Toponymie
La localité est attestée sous les formes Hericurtis , Hericuria (Héricuti en 1208).
La commune s'appelait Héricourt-Saint-Samson jusqu'en 1946.
Le Thérain est une rivière du bassin de la Seine. Il s'agit d'un affluent de rive droite de l'Oise qui coule dans les départements de Seine-Maritime et de l'Oise (régions Normandie et Hauts-de-France).

## Histoire

### Ancien Régime
Selon Louis Graves, « Héricourt fut au nombre des conquêtes de Hugues de Gournay, ainsi que ses annexes Beaumont et La Houssoie.
Le chapitre de Gerberoy aommait à la cure, dédiée sous l'invocation de saint Martin.
Il y avait une confrérie de la Charité établie à l'autel de la Vierge, à laquelle le pape Alexandre VIII accorda, le 13 mars 1690, des indulgences pour sept années. Autres indulgences plénières accordées par le même pape, le 17 mars suivant, pour les jours de saint Maur et de saint Martin, le lundi de la Pentecôte et le jour de la Nativité de la Vierge »

### Époque contemporaine

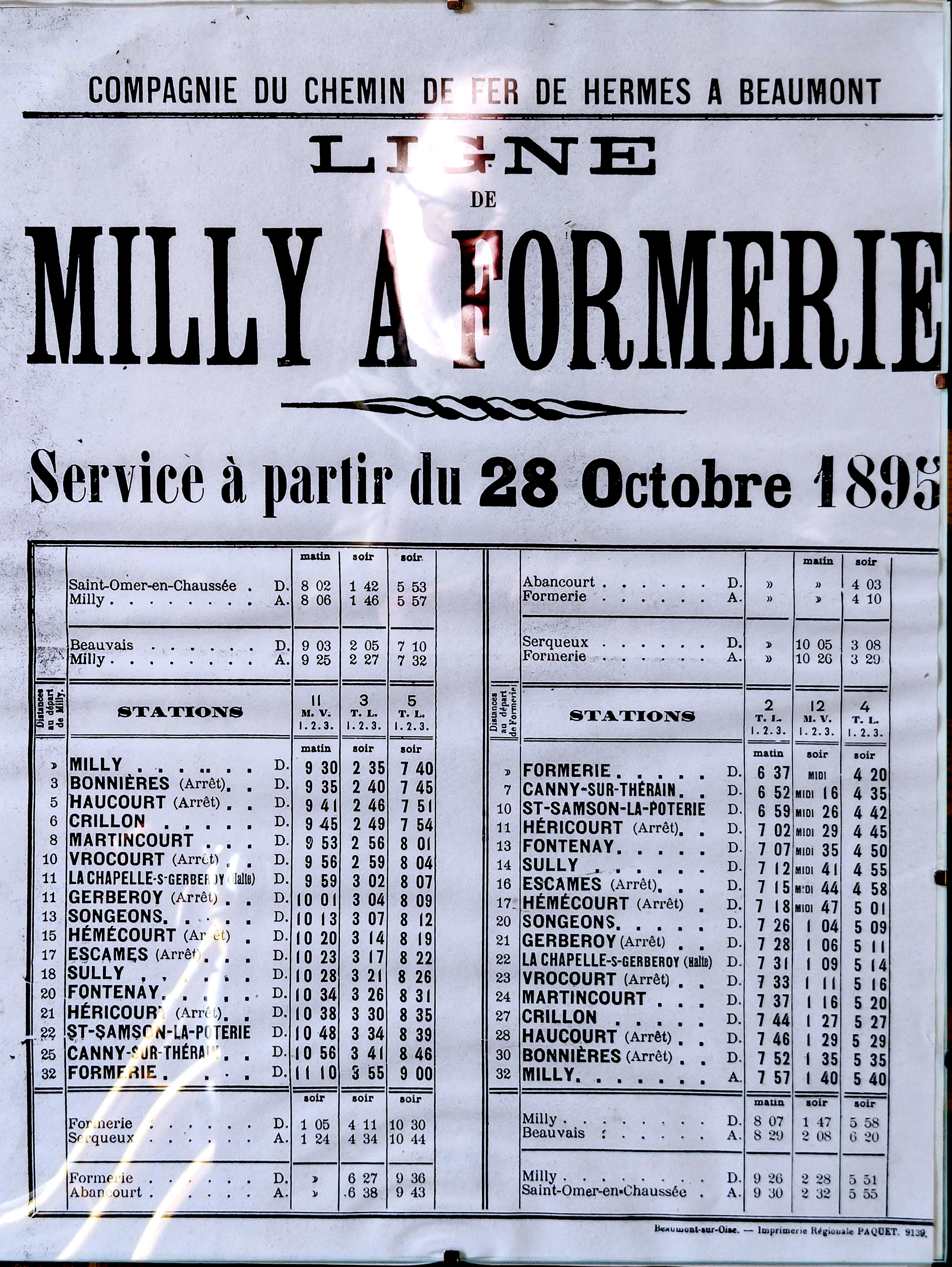
Horaires du chemin de fer en 1895.

La commune a été desservie de 1894 à 1935 par la ligne du chemin de fer de Milly-sur-Thérain à Formerie, un chemin de fer secondaire à voie métrique du réseau des chemins de fer départementaux de l'Oise exploité initialement par la compagnie des Chemins de fer de Milly à Formerie et de Noyon à Guiscard et à Lassigny, puis, à partir de 1920, par la compagnie générale de voies ferrées d'intérêt local. L'arrêt était situé sur le chemin vicinal no 4 d'Héricourt à Villers-Vermont, à 300 mètres environ du village,,.
Durant la Seconde Guerre mondiale, plusieurs avions militaires se sont écrasés sur la commune : 
- le sergent Cornelius Johannes Van Hulsen et le sergent Caspers Sitters, deux pilotes militaires hollandais se sont écrasés sur la commune le 15 mai 1940, au début de la Deuxième Guerre mondiale, lors de la Bataille de France[24],[25].

- Lors des combats du Débarquement de Normandie, Alfred D. Evans, pilote de l'US Air Force tombe en mission le 7 juin 1944 alors qu'il survolait la commune. La place du village porte dorénavant son nom[26],[27].

## Politique et administration

### Rattachements administratifs et électoraux

#### Rattachements administratifs
La commune se trouve dans l'arrondissement de Beauvais du département de l'Oise
Elle faisait partie depuis 1801 du canton de Formerie. Dans le cadre du redécoupage cantonal de 2014 en France, cette circonscription administrative territoriale a disparu, et le canton n'est plus qu'une circonscription électorale.

#### Rattachements électoraux
Pour les élections départementales, la commune fait partie depuis 2014 du canton de Grandvilliers
Pour l'élection des députés, elle fait partie  depuis 1988 de la deuxième circonscription de l'Oise.

### Intercommunalité
Héricourt-sur-Thérain est membre de la communauté de communes de la Picardie Verte, un établissement public de coopération intercommunale (EPCI) à fiscalité propre créé en 1996 et auquel la commune a transféré un certain nombre de ses compétences, dans les conditions déterminées par le code général des collectivités territoriales.
Cette intercommunalité est constituée par l'ensemble des communes des anciens cantons de Formerie, Grandvilliers et Marseille-en-Beauvaisis, ainsi que certaines communes du canton de Songeons.
La commune fait partie du territoire du Grand Beauvaisis, un pôle d'équilibre territorial et rural (PETR) qui regroupe quatre intercommunalités, dont la Picardie verte.

### Liste des maires
| Période                                  | Période                   | Identité       | Étiquette | Qualité                                              |
| ---------------------------------------- | ------------------------- | -------------- | --------- | ---------------------------------------------------- |
| Les données manquantes sont à compléter. |                           |                |           |                                                      |
|                                          |                           |                |           |                                                      |
| avant 1988                               |                           | François Huet  |           |                                                      |
|                                          |                           |                |           |                                                      |
| 1995                                     | 2008                      | Michel Trannoy |           |                                                      |
| 2008                                     | En cours (au 6 juin 2023) | Jacky Paris    |           | Agriculteur retraité Réélu pour le mandat 2020-2026, |

## Équipements et services publics

### Eau et déchets
L'adduction en eau potable est réalisée depuis le point de captage situé à Canny-sur-Thérain du syndicat des eaux de Blargies.
L'assainissement des eaux usées est réalisée par des dispositifs individuels placés sous la responsabilité de leurs propriétaires.

### Enseignement
Les enfants de la commune sont scolarisés par un regroupement pédagogique intercommunal qui regroupe en 2019  Saint-Samson-Campeaux-Mureaumont-Héricourt-sur-Thérain-Canny-sur-Thérain, et qui dispose d'une cantine à  Saint-Samson-la-Poterie.

### Petite enfance
Une maison d'assistantes maternelles est créée en 2020 dans l'ancienne école de la commune.

## Population et société

### Démographie

#### Évolution démographique
L'évolution du nombre d'habitants est connue à travers les recensements de la population effectués dans la commune depuis 1793. Pour les communes de moins de 10 000 habitants, une enquête de recensement portant sur toute la population est réalisée tous les cinq ans, les populations de référence des années intermédiaires étant quant à elles estimées par interpolation ou extrapolation. Pour la commune, le premier recensement exhaustif entrant dans le cadre du nouveau dispositif a été réalisé en 2004.

En 2022, la commune comptait 108 habitants, en évolution de −18,18 % par rapport à 2016 (Oise : +0,87 %, France hors Mayotte : +2,11 %).
| 1793 | 1800 | 1806 | 1821 | 1831 | 1836 | 1841 | 1846 | 1851 |
| ---- | ---- | ---- | ---- | ---- | ---- | ---- | ---- | ---- |
| 302  | 338  | 348  | 316  | 346  | 322  | 322  | 293  | 232  |

| 1856 | 1861 | 1866 | 1872 | 1876 | 1881 | 1886 | 1891 | 1896 |
| ---- | ---- | ---- | ---- | ---- | ---- | ---- | ---- | ---- |
| 222  | 222  | 206  | 202  | 188  | 181  | 182  | 147  | 146  |

| 1901 | 1906 | 1911 | 1921 | 1926 | 1931 | 1936 | 1946 | 1954 |
| ---- | ---- | ---- | ---- | ---- | ---- | ---- | ---- | ---- |
| 127  | 118  | 121  | 126  | 120  | 125  | 117  | 107  | 117  |

| 1962 | 1968 | 1975 | 1982 | 1990 | 1999 | 2004 | 2006 | 2009 |
| ---- | ---- | ---- | ---- | ---- | ---- | ---- | ---- | ---- |
| 107  | 86   | 74   | 79   | 73   | 85   | 109  | 116  | 110  |

| 2014 | 2019 | 2022 | - | - | - | - | - | - |
| ---- | ---- | ---- | - | - | - | - | - | - |
| 127  | 115  | 108  | - | - | - | - | - | - |

#### Pyramide des âges
La population de la commune est relativement jeune.
En 2018, le taux de personnes d'un âge inférieur à 30 ans s'élève à 38,2 %, soit au-dessus de la moyenne départementale (37,3 %). À l'inverse, le taux de personnes d'âge supérieur à 60 ans est de 17,4 % la même année, alors qu'il est de 22,8 % au niveau départemental.
En 2018, la commune comptait 62 hommes pour 59 femmes, soit un taux de 51,24 % d'hommes, largement supérieur au taux départemental (48,89 %).
Les pyramides des âges de la commune et du département s'établissent comme suit.
| Hommes | Classe d’âge | Femmes |
| ------ | ------------ | ------ |
| 0,0    | 90 ou +      | 0,0    |
| 1,7    | 75-89 ans    | 5,4    |
| 10,2   | 60-74 ans    | 17,9   |
| 23,7   | 45-59 ans    | 21,4   |
| 22,0   | 30-44 ans    | 21,4   |
| 25,4   | 15-29 ans    | 12,5   |
| 16,9   | 0-14 ans     | 21,4   |

| Hommes | Classe d’âge | Femmes |
| ------ | ------------ | ------ |
| 0,5    | 90 ou +      | 1,4    |
| 5,5    | 75-89 ans    | 7,6    |
| 15,6   | 60-74 ans    | 16,3   |
| 20,8   | 45-59 ans    | 20     |
| 19,4   | 30-44 ans    | 19,4   |
| 17,6   | 15-29 ans    | 16,2   |
| 20,6   | 0-14 ans     | 19,1   |

## Économie
En 2007, on ne note pas d'entreprises dans la commune, hormis une scierie (négoce de bois) qui ne compte pas d'employés et un artisan ayant son siège d'activité à Héricourt sur
Thérain.
L'activité de la commune est principalement consacrée à l'agriculture : le recensement général agricole de 2000 dénombrait 5 exploitations sur la commune, dont trois pratiquaient l'élevage bovin et une l'élevage de moutons.

## Culture locale et patrimoine

### Lieux et monuments
L'église Saint-Martin, dont la nef date du XIe siècle et le chœur du XVe siècle.

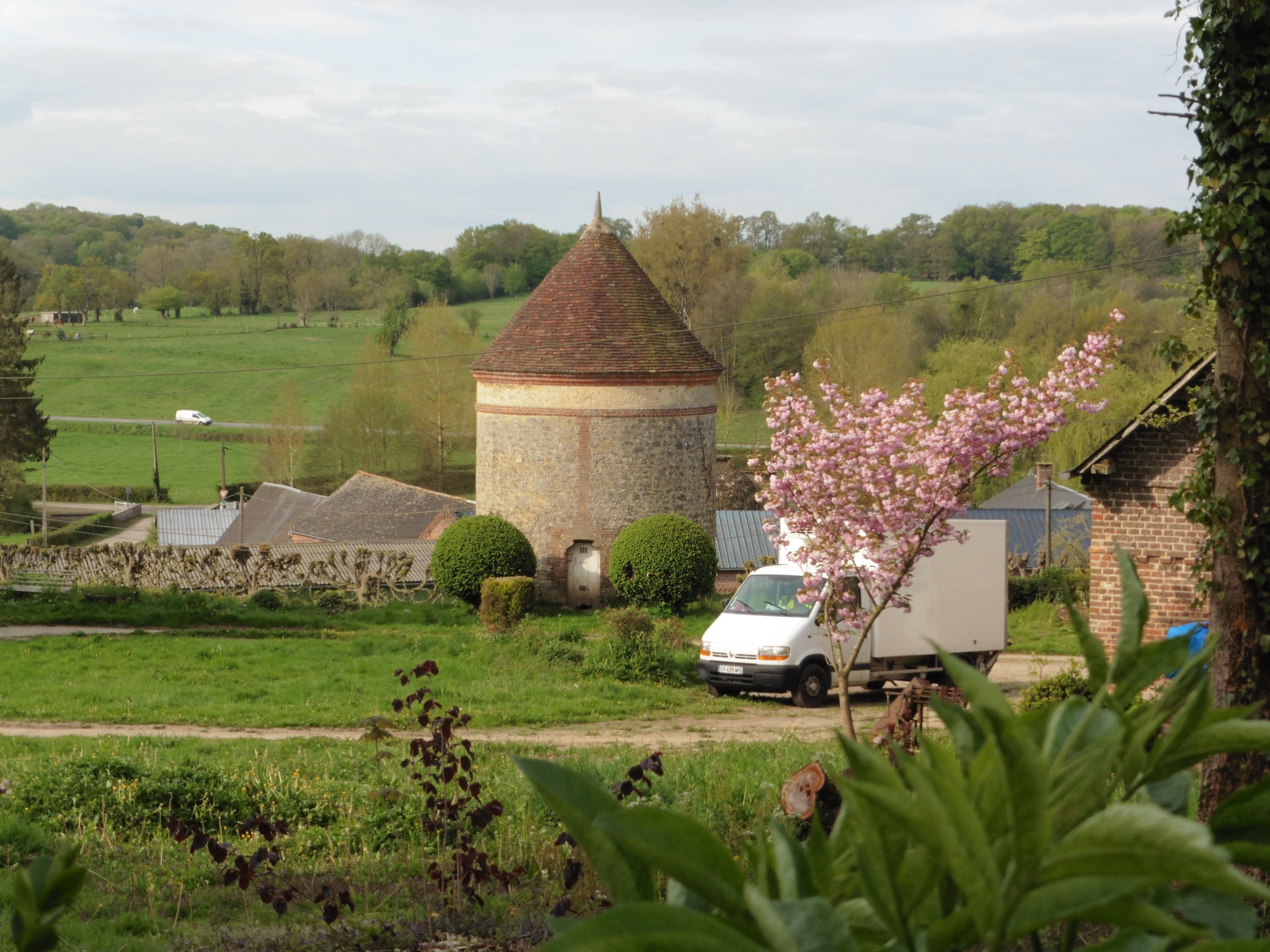
Vue générale
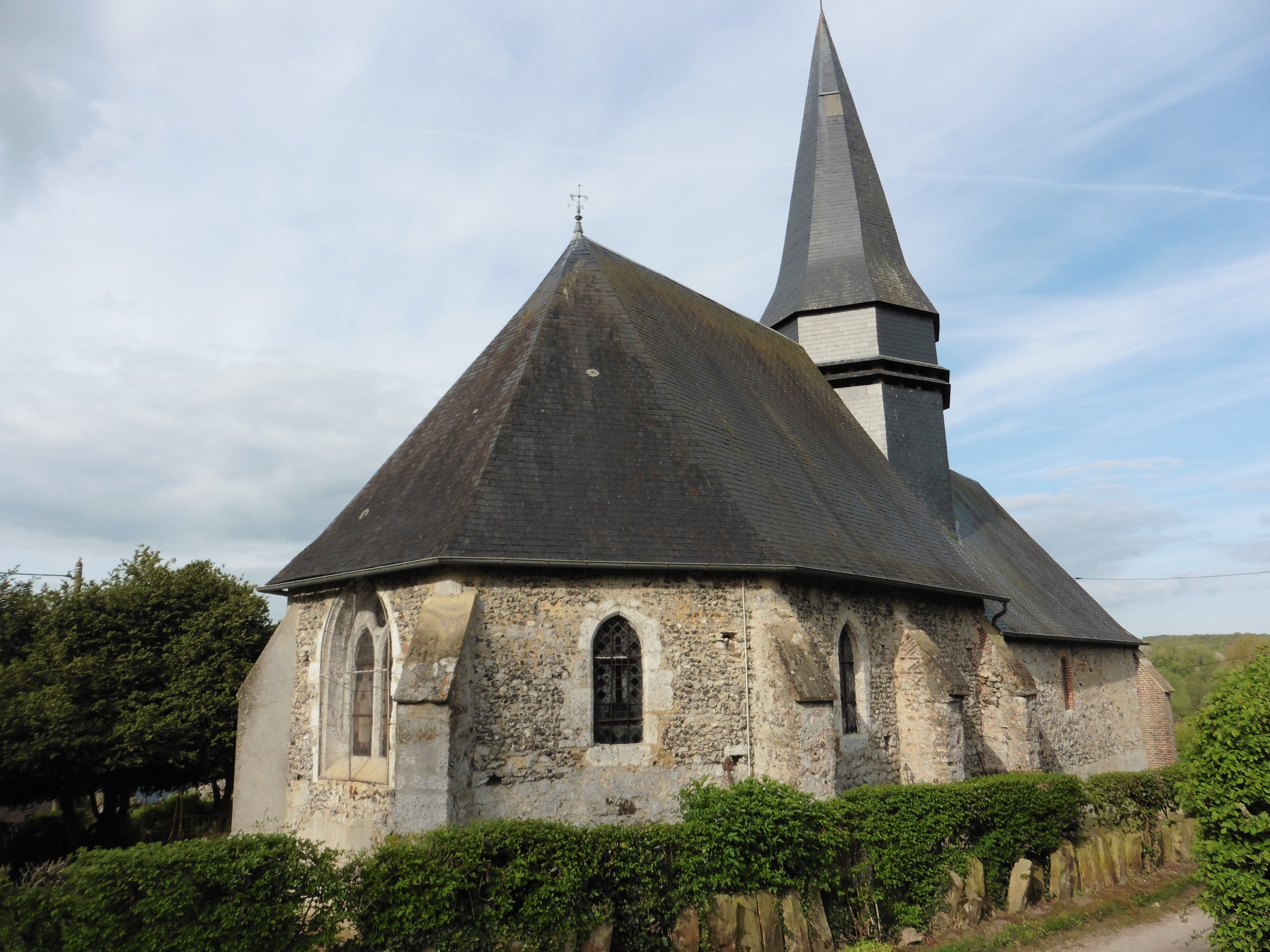
Le chevet de l'église.

### Gastronomie
Jean-Marie Beaudoin a implanté sa fromagerie à Héricourt-sur-Thérain en 2018, après l'avoir fait fonctionner à Choqueuse-les-Bénards. Il produit notamment le Bray picard, un fromage à la croûte fleurie, la tomme au foin et la tomme au cidre ainsi que le Fontenot, un fromage à pâte molle, issu d'un mariage entre le maroilles et le camembert.